# روبرت جورج أومالي
روبرت جورج أومالي هو سياسي كندي، ولد في 4 سبتمبر 1856 في جمهورية أيرلندا، وتوفي في 9 أكتوبر 1938 في وينيبيغ في كندا.